# دورد أغاتش
دورد أغاتش (بالفارسية: دورد آغاچ) هي قرية تقع في قسم بسطام الريفي (مقاطعة تشايبارة) في إيران. يقدر عدد سكانها بـ 32 نسمة .